# 영풍군 (경상북도)

영풍군의 기

영풍군(榮豊郡)은 경상북도 영주시의 이전 행정 구역이다. 직전 명칭인 영주군(榮州郡)과, 1914년 폐지된 풍기군(豊基郡)에서 한 글자씩 따서 명명되었다. 1980년 영주시가 분리되었고, 1995년 도농통합으로 영풍군과 영주시가 통합하며 폐지되었다.

## 역사
통일신라때 내령군(奈靈郡)으로 개칭하여 상주(尙州)에서 관할하였으며, 선곡현(善谷縣, 현재의 안동시 예안면·도산면 일대)과 옥마현(玉馬縣, 현재의 봉화군 일대) 2개 현을 영현으로 두었다. 고려때 강주(剛州)로 개칭하였다. 이후 1018년에 길주(吉州, 현재의 안동시)에 편입되었다. 1143년에 순안현(順安縣)으로 개칭하여 현령을 두었다가, 1413년에 영천군(榮川郡)으로 개칭하였다.
- 1413년 경상도 영천군(榮川郡)이 되었다.
- 1457년 순흥도호부가 폐지되어 그 일부를 편입되었다.
- 1687년 순흥도호부가 복원되어 편입한 지역 일부를 환원하였다.
- 1895년 안동부(安東府) 영천군이 되었다.
- 1896년 경상북도 영천군이 되었다.
- 1906년 임지면을 봉화군에 편입하였다.
- 1913년 1월 1일 북면을 순흥군에 편입시키고 그의 각 구역마다 인접한 면에 편입시켜 폐지하였다.[1][2]
- 1914년 4월 1일 영천군, 풍기군, 순흥군(화천면, 수식면, 수민단면 제외)을 영주군(榮州郡)으로 통폐합하였다.[3] 세 군의 중심인 '영천'을 그대로 통합 군명으로 채택하지 않고, 같은 경상북도 내의 영천군(永川郡)과 혼동되지 않도록 '영주'로 바꾸었다.

| 도령 제2호  |                                                |             |
| 구 행정구역 | 구 행정구역                                    | 신 행정구역 |
| 영천군      | 봉향면(奉香面), 망궐면(望闕面), 가흥면(可興面) | 영주면 일원 |
| 영천군      | 두전면(豆田面), 호문면(好文面)                 | 장수면 일원 |
| 영천군      | 적포면(赤布面), 권선면(勸善面)                 | 문수면 일원 |
| 영천군      | 천상면(川上面), 진혈면(辰穴面)                 | 평은면 일원 |
| 영천군      | 산이면(山伊面), 어화면(於火面), 말암면(末岩面) | 이산면 일원 |
| 풍기군      | 동부면(東部面), 서부면(西部面), 창락면(昌樂面) | 풍기면 일원 |
| 풍기군      | 동촌면(東村面), 생현면(生峴面), 용산면(龍山面) | 안정면 일원 |
| 풍기군      | 와룡면(臥龍面), 노좌면(魯佐面)                 | 봉현면 일원 |
| 풍기군      | 상리면, 하리면                                 | (변동 없음) |
| 순흥군      | 대평면(大平面), 내죽면(內竹面)                 | 순흥면 일원 |
| 순흥군      | 동원면(東元面)                                 | 단산면 일부 |
| 순흥군      | 봉양면(鳳陽面), 용암면(龍岩面), 도강면(道講面) | 부석면 일원 |
1914년의 행정구역과 현재의 행정구역 비교
| 조선총독부령 제111호 |             |                                        |
| 구 행정구역 | 신 행정구역 | 신 행정구역                            |
| 영천군 봉향면(奉香面) 하망동 일부/성저동 일부/(망궐면)노상동, 휴천동, 상망동, 하망동 일부/성저동 일부 | 영주면      | 영주리, 휴천리, 상망리, 하망리         |
| 영천군 망궐면(望闕面) 고천동/상현동, 창보동/삼진동, 조와동 | 영주면      | 고현리, 창진리, 조와리                 |
| 영천군 가흥면(可興面) 하줄동/대사동, 상초동/하초동, 상줄동 일부/(풍기군 생현면)내줄동 일부 | 영주면      | 가흥리, 문정리, 상줄리                 |
| 영천군 산이면(山伊面) 상구동 일부/하구동 | 이산면      | 원리                                   |
| 영천군 말암면(末岩面) 반포동/흑석동, 본리/신천리, 지동 | 이산면      | 석포리, 신암리, 지동리                 |
| 영천군 어화면(於火面) 조암동/(산이면)상구동 일부/초곡동, 상소동/하소동, 굴천동 일부/(천상면)본리 일부, 조문동 일부/굴천동 일부/세답동 | 이산면      | 조암리, 용상리, 신천리, 운문리         |
| 영천군 호문면(好文面) 소룡동 일부, 웅곡동 일부/화기동 일부/소룡동 일부, 화기동 일부 | 장수면      | 소룡리, 호문리, 화기리                 |
| 영천군 두전면(豆田面) 갈산동/파지동/반구동 일부, 본리/하두동, 반구동 일부/(호문면)웅곡동 일부/덕암동, 지동/성곡동 | 장수면      | 갈산리, 두전리, 반구리, 성곡리         |
| 영천군 적포면(赤布面) 자만동/신방동/(어화면)조문동 일부, 승평동 일부/석문동, 승평동 일부/(권선면)월호동 일부, 적서동 일부/(권선면)본리 일부, 적동리/적서동 일부/(권선면)월호동 일부                                                                                              | 문수면      | 만방리, 승문리, 월호리, 적서리, 적동리 |
| 영천군 권선면(勸善面) 본리 일부, 벌사리 | 문수면      | 권선리, 벌사리                         |
| 영천군 진혈면(辰穴面) 조제동 일부/미곡동, 탄산리, 금광동, 수도리, 용혈동/신동 | 문수면      | 조제리, 탄산리                         |
| 영천군 진혈면(辰穴面) 조제동 일부/미곡동, 탄산리, 금광동, 수도리, 용혈동/신동 | 평은면      | 금광리, 수도리, 용혈리                 |
| 영천군 천상면(川上面) 강성동/동막리/금계리/(안동군 북후면)두산동 일부, 하운동/삼거리/오동리/오천동 일부/(예안군 북면)원천동 일부/사천동 일부/(서면)녹래동 일부, 서당동/마전동/(안동군 북후면)옹천리 일부/(안동군 북선면)거인동 일부, 말천동/망월동/오천동 일부/본리 일부, 평은리 | 평은면      | 강동리, 오운리, 지곡리, 천본리, 평은리 |

13면 - 영주면, 장수면, 문수면, 평은면, 이산면, 풍기면, 안정면, 봉현면, 상리면, 하리면, 단산면, 순흥면, 부석면
- 1923년 4월 1일 상리면, 하리면을 예천군에 편입하였다. (11면)
- 1940년 11월 1일 영주면을 영주읍으로 승격하였다.[5] (1읍 10면)
- 1973년 7월 1일 봉화군 상운면 내림리, 두월리를 이산면에 편입하고[6], 풍기면을 풍기읍으로 승격하였다.[7] (2읍 9면)
- 1980년 4월 1일 영주읍 일원 및 이산면 조암리, 원리 일부, 문수면 적서리, 안정면 아지동을 영주시로 승격하고, 영주군을 영풍군으로 개칭하였다.[8] (1읍 9면)
- 1983년 2월 15일 이산면 원리 일부를 영주시에 편입하고, 평은면 수도리를 문수면에, 안정면 파지동을 장수면에 편입하였다.
- 1995년 1월 1일 영주시 일원과 영풍군 일원을 관할로 도농복합형태의 영주시가 설치되었다.[9]